# Frauenwahlrecht in Australien

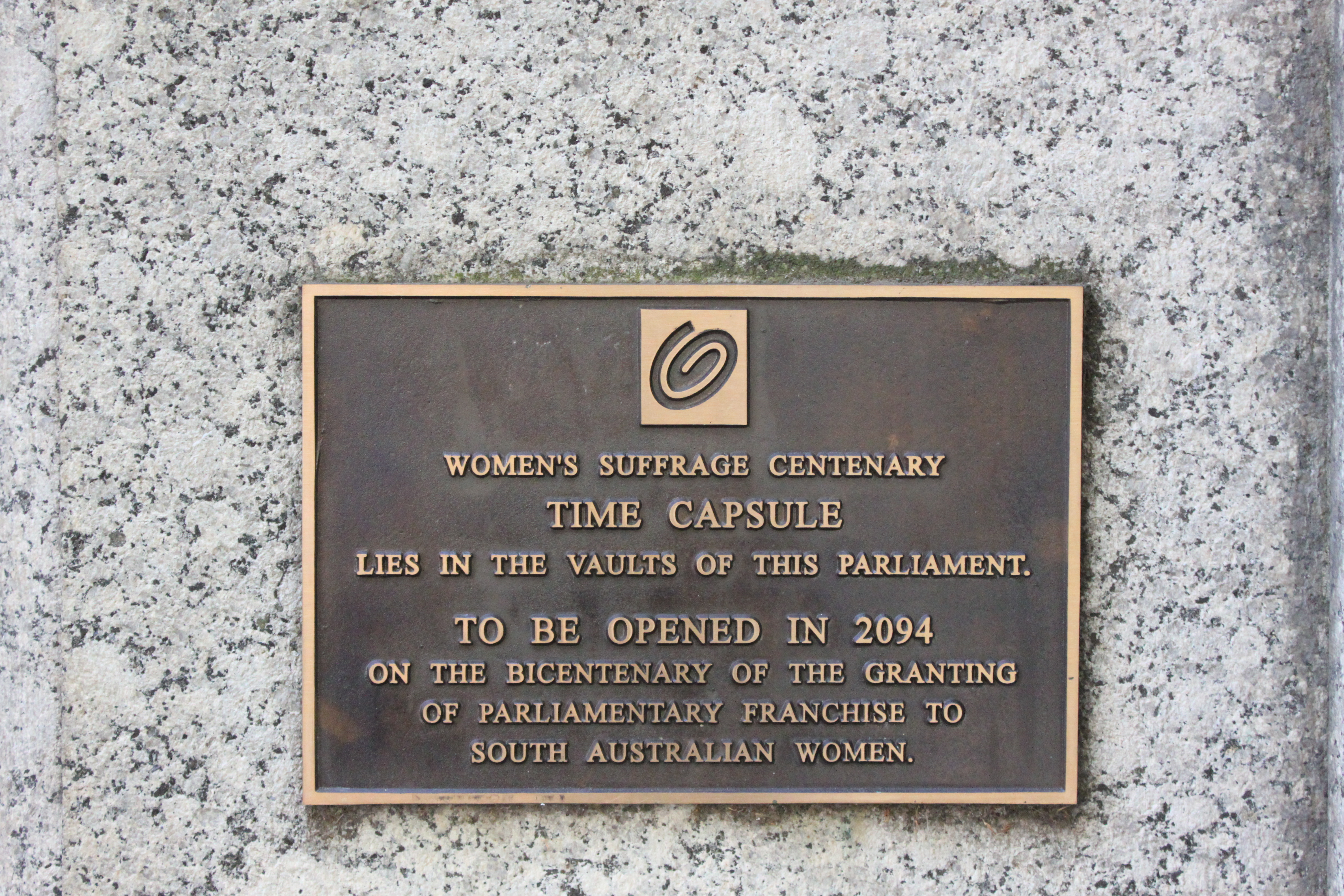
Zeitkapsel am Parlamentsgebäude in Adelaide. Sie soll 2094 zur Erinnerung an den 200. Jahrestag der Erlangung des Frauenwahlrechts in South Australia geöffnet werden.

Das Frauenwahlrecht in Australien wurde in zwei der sechs späteren Bundesstaaten Australiens eingeführt, als diese noch voneinander unabhängige Kolonien waren: Seit 1894 durften in South Australia Frauen unabhängig von ihrer Rasse nach denselben Bedingungen wie Männer wählen und gewählt werden. Damit war das Parlament des Bundesstaates South Australia das erste weltweit, für das Frauen kandidieren durften. Das Frauenwahlrecht für den Bundesstaat Western Australia folgte 1899, allerdings waren hier Aborigines ausgenommen.
Das Frauenwahlrecht auf Bundesebene wurde im Jahr 1902 eingeführt, ein Jahr nach der Gründung des Commonwealth of Australia. Zwar war Australien nach Neuseeland der zweite Staat der Erde, der auf Bundesebene Frauen das aktive und passive Wahlrecht zu denselben Bedingungen wie Männern gab, doch gab es Beschränkungen in Bezug auf die Aborigines: Weibliche Aborigines durften sich nur dort an den Wahlen zum Bundesparlament beteiligen, wo sie auch für die Wahl zum Parlament des jeweiligen Bundesstaats wahlberechtigt waren. Dies war 1902 nur in South Australia der Fall.
Die Rassenfrage spielte beim Frauenwahlrecht in Australien – anders als in Neuseeland – eine Rolle: Bei Queensland und Western Australia dauerte es bis 1962, bis ein Gesetz den weiblichen Aborigines aus diesen Bundesstaaten das Wahlrecht auf Bundesebene verschaffte; die beiden Bundesstaaten übertrugen dieses dann auch auf die Wahl zu ihren Bundesstaatenparlamenten.

## Historische Entwicklung

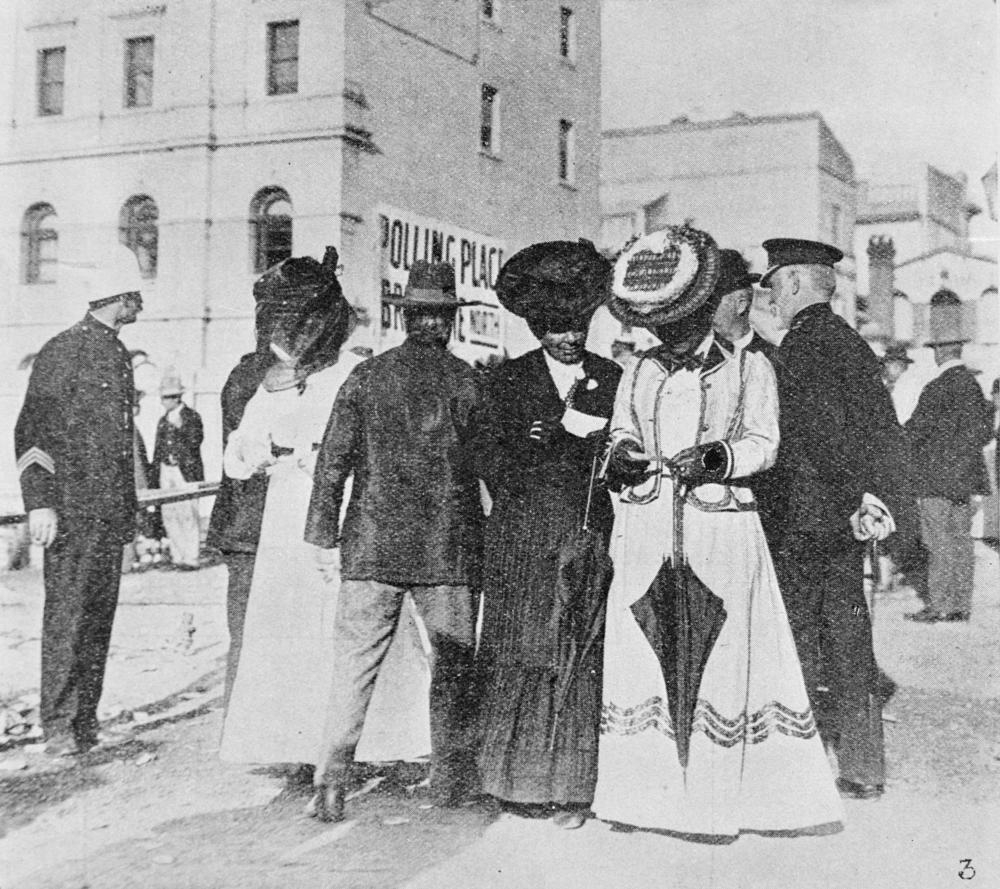
Frauen bei der ersten Wahl auf Bundesebene mit Frauenwahlrecht 1907 beim Vergleichen von Aufzeichnungen in Brisbane.

In Australien gab es, ebenso wie in Neuseeland, keine tief verwurzelte Aristokratie. Es herrschte vielmehr ein Ideal der Gleichheit mit der Maßgabe, dass Menschen gerade in einem Pionierland nach ihren Fähigkeiten beurteilt werden sollten, nicht nach ihrer Herkunft. Das harte Leben der Anfangszeit begünstigte Frauen, die Widrigkeiten auf sich nahmen, und belohnte sie mit Respekt und Ansehen. Auch gab der Ursprung Australiens als Sträflingskolonie dem Staat eine männliche Atmosphäre; zwar hatte es dort auch weibliche Strafgefangene gegeben, aber sie waren in der Minderzahl. Abgesehen von diesen fanden sich in Australien auch Idealisten auf der Suche nach einer neuen Gesellschaft und Anhänger der Abstinenzbewegung ein.
Im Einklang damit setzten sich die ersten Frauenbewegungen für Prostituierte und mittellose Frauen ein und sagten dem Alkohol den Kampf an, weil dieser für Armut in den Familien und Gewalt in den Beziehungen verantwortlich war. Diese Aktivitäten wurden mit der Zeit auf Bildungsmöglichkeiten für Frauen ausgeweitet. Im letzten Viertel des 19. Jahrhunderts verfügten alle Frauen über Schulbildung, manche davon hatten formale Abschlüsse.
Wie schon in Neuseeland, so übte auch hier 1885 ein Besuch von Mary Clement Leavett und 1892 von Jessie Ackerman, beide von der amerikanischen Woman’s Christian Temperance Union (WCTU), eine starke Wirkung auf die ohnehin schon motivierten Frauen aus: Innerhalb von zehn Jahren gab es in allen sechs Bundesstaaten Landesverbände der australischen WCTU. Das Frauenwahlrecht stand sofort auf deren Agenda, allerdings nur als Mittel, um den Alkoholhandel zu kontrollieren. In dieser gedanklichen Linie steht auch das folgende Ereignis: 1891 sammelte der Landesverband von Victoria 30 000 Unterschriften für eine Frauenwahlrechtspetition. Auch die Sozialreformerin Vida Goldstein, damals erst 22 Jahre alt, warb für die Unterzeichnung. Der Verband sprach sich aber weiterhin gegen ein passives Frauenwahlrecht aus. Die Position der WCTU war in Bezug auf die Frauenrolle widersprüchlich: Zwar wurde die traditionelle Hausfrauenrolle weiterhin propagiert, aber es wurde auch nach einer Beteiligung von Frauen am Geschehen im öffentlichen Raum gerufen. In vier Bundesstaaten gründete die WCTU Frauenwahlrechtsverbände; Tasmanien hatte keinen und in New South Wales weigerten sich radikale Frauenwahlrechtlerinnen, das Leitziel der Eindämmung des Alkoholkonsums zu akzeptieren, weil sie die Ansicht vertraten, dies würde dem Einsatz für das Wahlrecht für Frauen unabhängig von deren Meinung zum Thema Alkohol widersprechen. In Sydney wurde daraufhin 1891 ein Frauenwahlrechtsverband ohne Bindung an das Ziel der Eindämmung des Alkoholkonsums gegründet.

## Frauenwahlrecht auf Bundesebene
Die Geschichte des Frauenwahlrechts auf Bundesebene hängt wesentlich mit der Entstehung des Commonwealth of Australia zusammen. Auf der ersten Konferenz zur Bildung dieses Staatenbundes am 2. März 1891, die unter Vorsitz des Bundesstaatenbefürworters Sir Henry Parkes stattfand, gingen die Vorstellungen zum Wahlrecht noch weit auseinander: Sie reichten von einem allgemeinen Wahlrecht für Männer bis zu einer Regelung, die das in den einzelnen Bundesstaaten geltende Wahlrecht jeweils auch für das Wahlrecht für das Parlament des Commonwealth anwenden wollte. Zwar lag der Konferenz eine Petition der Woman’s Christian Temperance Union vor, die das allgemeine Wahlrecht für Männer und Frauen forderte, aber sie wurde nicht berücksichtigt.

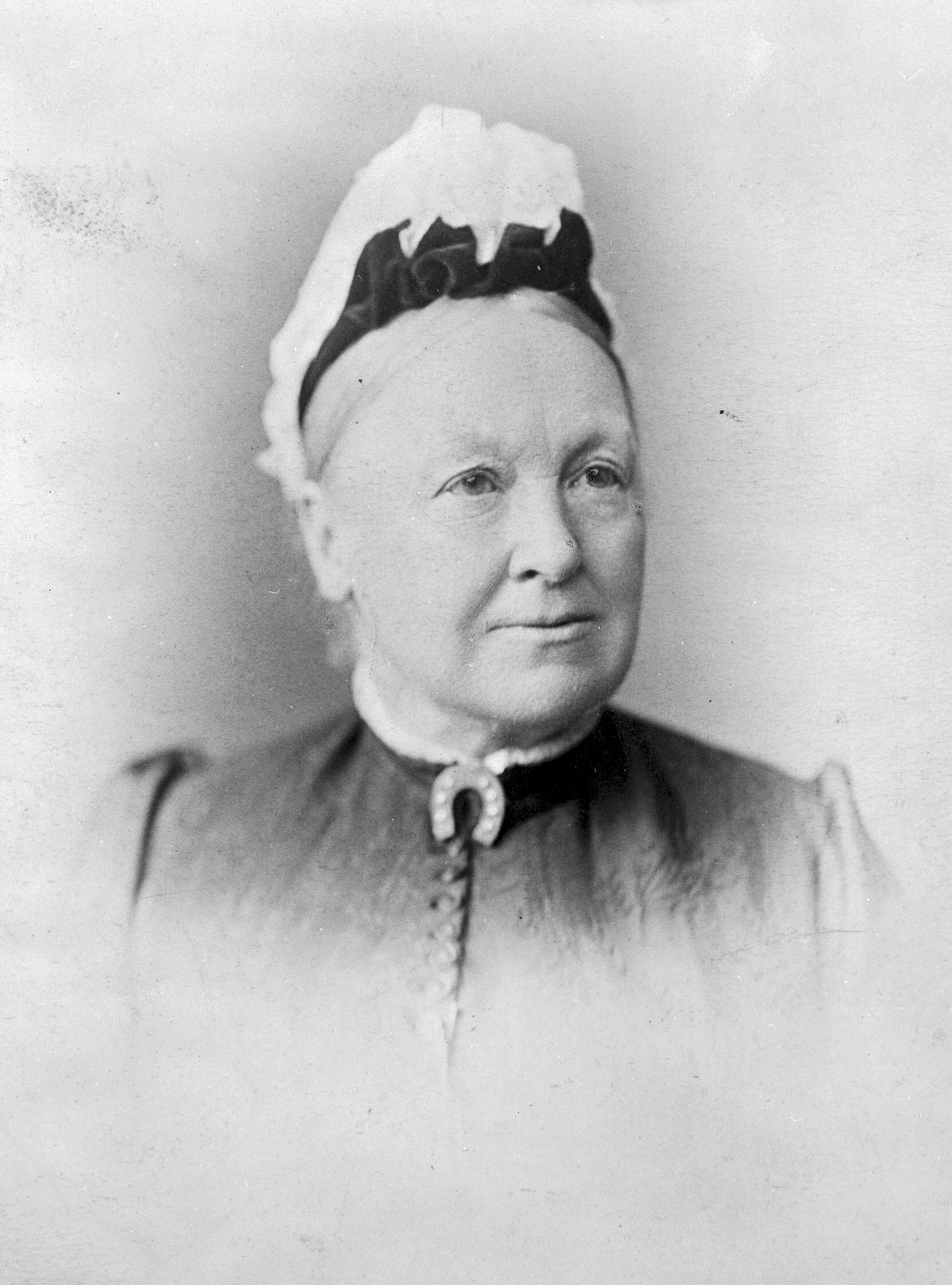
Catherine Helen Spence, 1890er Jahre

Neuseeland nahm an diesen Gesprächen noch teil, entschied sich jedoch später, nicht Teil des Commonwealth zu werden, sondern ein unabhängiger Staat. Seine Präsenz bei der ersten und auch der folgenden Konferenz, die 1897 stattfand, bedeutete jedoch, dass bereits zwei der vertretenen Staaten, nämlich Neuseeland und South Australia, das Frauenwahlrecht bereits eingeführt hatten. Dies schuf die Situation, dass Frauen entweder das in Neuseeland und South Australia für sie geltende Wahlrecht auch auf Bundesebene hätten ausüben dürfen oder aber, bei einer Entscheidung für ein Männerwahlrecht, ihr Wahlrecht verloren hätten. Überall in Australien fanden sich Unterstützer für das Frauenwahlrecht: Bei der sich gerade entwickelten Labour-Bewegung, bei den Liberalen, den bereits existierenden Frauenwahlrechtsvereinen und der WCTU. Diese zeigte auch hier die ihr eigene Haltung, Frauen zwar zu ermutigen, sie gleichzeitig aber zu bremsen: Sie trat nicht nur für die Aufnahme des Frauenwahlrechts in die Verfassung ein, sondern auch für die Festschreibung eines Alkoholverbots. In South Australia wurden die Delegierten für die Konferenz von 1897 über eine für alle offene Abstimmung ausgewählt. Eine Kandidatin, Catherine Helen Spence, erhielt zwar 7000 Stimmen, doch war dies zu wenig, um gewählt zu werden; ein frühes Zeugnis dessen, was sich überall dort zeigte, wo das Frauenwahlrecht neu eingeführt worden war: Frauen konnten sich nicht darauf verlassen, dass sie von Frauen gewählt werden würden.
Auf der Konferenz von 1897 in Adelaide wurden die bekannten Argumente für ein Frauenwahlrecht vorgebracht: Frauen würden als Mitglieder des zu gründenden Commonwealth dessen Gesetze respektieren, Steuern bezahlen und sozial zum Wohlergehen der Nation beitragen, also sollten sie auch die Möglichkeit haben, zu denselben Bedingungen wie Männer ihre Vertreter wählen zu können. Ein erster konkreter Vorschlag von South Australia sah ein allgemeines Wahlrecht für alle ab 21 Jahre vor; er wurde mit 12:23 Stimmen abgelehnt, weil befürchtet wurde, dass ein solch radikaler Schritt einige der Staaten daran hindern könnte, dem Staatenbund beizutreten. Die Konferenz sprach sich dafür aus, das in den Staaten geltende Wahlrecht auch für die Wahl zu den parlamentarischen Gremien auf Bundesebene zu übernehmen; das einzige Zugeständnis an South Australia war, dass die dort ansässigen Frauen ihr Wahlrecht würden behalten können.
Das neue Parlament trat am 9. Mai 1901 erstmals in Melbourne zusammen. Schon sehr bald strebte es an, das Wahlrecht auf Bundesebene zu vereinheitlichen. Inzwischen hatten Frauen in South Australia und Western Australia das Wahlrecht erlangt. Dies hatte zur Folge, dass die Wählerschaft in diesen beiden Staaten viel größer war als die in den vier restlichen Staaten. Da die beiden Vorreiter sich nicht dazu bewegen ließen, das Wahlrecht für ihre Frauen wieder abzuschaffen, blieb den anderen vier Bundesstaaten nichts Anderes übrig, als gleichzuziehen. Premierminister Edmund Barton, ein Gegner des Frauenwahlrechts, war bei der entscheidenden Abstimmung in Großbritannien und wurde von William Lyne vertreten, der ein Befürworter war. Zwar brachten die vier Bundesstaaten ohne Frauenwahlrecht ihre Gegenargumente vor, doch es wurde schnell klar, in welche Richtung die Entwicklung gehen würde, und das Gesetz wurde einstimmig beschlossen. Am 12. Juni 1902 nahm die Gesetzesvorlage die letzte Hürde. Zwar war Australien nach Neuseeland der zweite Staat weltweit, der Frauen zu denselben Bedingungen wie Männern das aktive und passive Wahlrecht gab, doch beschränkte es sich auf weiße Frauen. Der Commonwealth Electoral Act von 1902 schloss Aborigines aus, auch wenn dies dem Buchstaben des Gesetzes nach nicht unmittelbar erkennbar war. Eine Bestimmung schrieb vor: „Kein Aborigine […] darf seinen Namen auf die Wählerliste setzen.“ Die Aborigines erhielten erst 1962 von der nationalen Regierung das Wahlrecht zugestanden.

## Entwicklung in den Bundesstaaten

### Überblick über die Einführung des Wahlrechts für Männer und Frauen
Das Männerwahlrecht war in South Australia, New South Vales, Victoria und Queensland in den 1860er Jahren erreicht worden, in Western Australia 1893 und in Tasmanien 1900. Da jedoch in den meisten Bundesstaaten Grundbesitzer mehrere Stimmen hatten, wurden Wohlhabende begünstigt. Labour-Politiker hielten diese sozialen Ungerechtigkeiten für das Hauptproblem des geltenden Wahlrechts, nicht die Ungleichheit zwischen den Geschlechtern. Auch die Befürworter des Frauenwahlrechts waren gespalten; manche von ihnen machten sich dafür stark, für Frauen dieselben besitzbasierten Ungleichheiten gelten zu lassen wie für Männer, während sich andere für ein allgemeines und gleiches Wahlrecht einsetzten.
Auch nach der Einführung des Frauenwahlrechts auf Bundesebene durften Frauen noch nicht in allen Bundesstaaten über die Wahl der Abgeordneten in den Bundesstaatenparlamenten mitbestimmen. Da jedoch die meisten Themen, die für Frauen unmittelbare Bedeutung hatten, auf Bundesstaatenebene entschieden wurden, war die Erlangung dieses Wahlrechts weiterhin ein wichtiges Ziel.
Das aktive und passive Frauenwahlrecht wurde in den Bundesstaaten zwischen 1894 und 1908 eingeführt:1894 South Australia, 1899 Western Australia (nur aktives Frauenwahlrecht), 1902 New South Wales, 1903 Tasmanien, 1905 Queensland, 1908 Victoria.
Dies hatte zur Folge, dass nach der Einführung des Frauenwahlrechts auf Bundesebene im Jahr 1902 in New South Wales, Tasmanien und Victoria zwar alle weißen Frauen das Wahlrecht für das Bundesparlament, nicht aber für das gesetzgebende Gremium auf Bundesstaatenebene hatten. Als dann in den sechs folgenden Jahren in diesen drei Staaten Frauen auch das Wahlrecht für die Wahlen auf Bundesstaatenebene erhielten, wurden die weiblichen Aborigines für die Wahlen auf Bundesstaatenebene wie auf Bundesebene wahlberechtigt. Bei Queensland und Western Australia jedoch dauerte es bis 1962, bis ein Gesetz den Aboriginesfrauen das Wahlrecht auf Bundesebene verschaffte; die Bundesstaaten übertrugen dieses dann auch auf die Wahl zu ihren Bundesstaatenparlamenten.

### South Australia

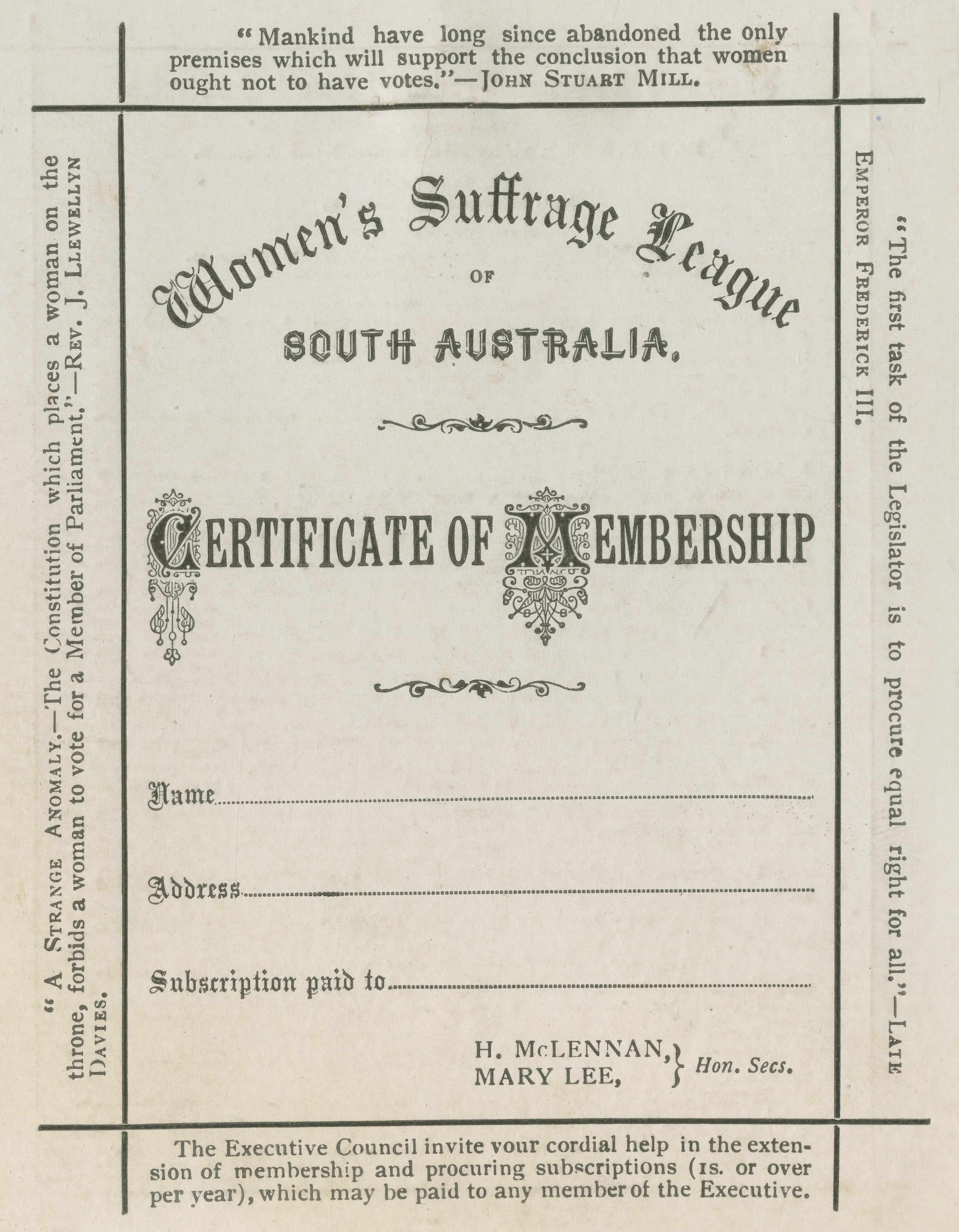
Mitgliedsantrag der Women's Suffrage League von South Australia

South Australia war nicht von Sträflingen besiedelt worden, sondern von britischen Emigranten, die so ausgewählt wurden, dass sie einen Querschnitt der englischen Gesellschaft darstellten und die Zahl von Frauen und Männern gleich war. Sie konnten Land der britischen Krone zu einem festen, vernünftigen Preis kaufen und stellten eine Gruppe von hart arbeitenden Nonkonformisten dar, die aus den traditionellen Beschränkungen und der Bigotterie der britischen Gesellschaft ausbrechen wollten. Sie fühlten sich den andern australischen Kolonien überlegen. Weder war die Kriminalität dort so hoch wie in Western Australia noch gab es große Ungleichheiten, weil einige wenige riesige Ländereien bekommen hatten. 1856 führte South Australia eine fortschrittliche Regierungsform ein, die für das Unterhaus das Wahlrecht für Männer ohne Eigentumsschranken einschloss, eine dreijährige Wahlperiode und geheime Wahlen. Anders als in anderen australischen Kolonien hatte jeder nur eine Stimme.
Sir Edward Charles Stirling, Medizinprofessor an der Universität von Adelaide, hatte sich unter dem Einfluss von John Stuart Mills Buch Die Hörigkeit der Frau (1869) für die Zulassung von Frauen zu den Universitäten starkgemacht. Als er Abgeordneter wurde, stellte er einen Antrag für das Wahlrecht für alleinstehende Frauen. Der Antrag wurde angenommen, verpflichtete das Parlament aber zu nichts. 1886 entwickelte er einen Gesetzesvorschlag zum Wahlrecht für alleinstehende Frauen, der für das aktive Wahlrecht eine Eigentumsschranke vorsah, wie sie bereits für die Wahl zum Oberhaus galt. Bisher hatte es in South Australia für das Unterhaus keine Eigentumsschranken beim Wahlrecht gegeben, und das Trades and Labour Council befürchtete, dass im Zusammenhang mit dem Frauenwahlrecht ein klassenbasiertes Wahlrecht nun, da die Frauen endlich eine Stimme haben sollten, sich den Weg bahnen würde. Von den Eigentumsschranken würde die Mittelschicht profitieren. Das Council brachte daher eine Petition für das Frauenwahlrecht ohne Eigentumsschranken ein. Die Petition erhielt 19 von 36 möglichen Stimmen. Zwar war dies die Mehrheit, aber zu wenig für eine Änderung der Verfassung, die nötig gewesen wäre. Als Stirling im folgenden Jahr sein Mandat verlor, schlug Robert Caldwell vor, allen Frauen über 25 das Wahlrecht zu gewähren. Der Vorschlag erhielt eine Stimme weniger als der im Jahr davor. Das Unterhaus war inzwischen stärker polarisiert und stärker nach rechts orientiert. 1889 fiel ein weiteres, abgeschwächtes Gesetz zum Frauenwahlrecht durch. 1890 brachte Caldwell ein Gesetz ein, das für verheiratete wie unverheiratete Frauen das Wahlrecht zum Oberhaus vorsah, jedoch Eigentumsschranken enthielt. Die Women's Suffrage League unterstützte den Vorschlag, da sie ihn für einen akzeptablen Kompromiss auf dem Weg zum allgemeinen Frauenwahlrecht hielt. Als jedoch auch diese Initiative nicht zum Erfolg führte, verkündete die Women's Suffrage League, dass sie nunmehr nur noch Bestrebungen für das allgemeine Frauenwahlrecht unterstützen würde.
1894 wurden das aktive und passive Frauenwahlrecht eingeführt. Damit war das Parlament von South Australia das erste weltweit, für das Frauen kandidieren durften.
siehe auch unten
Die Rolle von Abgeordneten am Beispiel von South Australia

### Western Australia
Das dünn besiedelte Western Australia hatte erst 1887 von der britischen Krone eine Verfassung bekommen. Das Männerwahlrecht wurde eingeführt, jedoch mit Eigentumsschranken versehen. Das Prinzip „Ein Mann – eine Stimme“ galt nicht, Vermögende wurden bevorzugt. Wie schon in Neuseeland, so war auch hier das Thema Frauenwahlrecht von Jessie Ackermann erstmals ins Blickfeld gerückt worden, die 1892 im Auftrag der Woman’s Christian Temperance Union (WCTU), einer Prohibitionsorganisation, in den Bundesstaat gekommen war, um Niederlassungen zu gründen. Infolge eines Goldrausches waren 1893 viele Goldsucher ins Land gekommen und forderten mehr politische Mitspracherechte, die sie nutzen wollten, um die Infrastruktur zu verbessern. Im Juli 1893 wurde ein Gesetzentwurf eingebracht, der vorsah, das Männerwahlrecht an den Aufenthalt im Land zu knüpfen, nicht mehr an Eigentum. Einige konservative Abgeordnete brachten das Wahlrecht für unverheiratete Frauen auf die Tagesordnung. Damit wollten sie der Veränderung entgegenwirken, die sie durch die Verschiebung von einer eigentumsbasierten, eher rechts orientierten Wählerschaft hin zu der nun wahlberechtigten Gruppe von Männern befürchteten, die sehr viel heterogener und in ihren Augen politisch unzuverlässiger waren. Schneller als anderswo auf der Welt hatten die konservativen Abgeordneten erkannt, dass Frauen als Stütze konservativer Werte fungieren konnten. Auch die Beschränkung der Zahl der Frauen war politisches Kalkül: Die Zahl der Wählerinnen sollte auf unverheiratete Frauen beschränkt sein, damit Frauen nicht zu viel Einfluss auf die Gesetzgebung erhalten würden.
Nach den Wahlen von 1894 bildeten der konservative Premierminister John Forrest und sein Kabinett in Bezug auf die Meinung über das Wahlrecht eine geschlossene Gruppe. Mit einer Unterstützung des Frauenwahlrechts hätten sie zwar großen Gewinn gehabt, aber sie konnten ihre grundsätzlichen Vorbehalte nur schwer überwinden. Die Opposition war sich zum Thema Wahlrecht nicht einig: Die neu für die Goldminengebiete gewählten Abgeordneten unter der Führung von Frederick Illingworth beklagten sich über die Anforderung einer bestimmten Aufenthaltsdauer für das Wahlrecht, weil die Goldsucher oft von Ort zu Ort zogen. Sie waren gegen das Frauenwahlrecht, weil es in den Goldminengebieten wenig Frauen gab und Frauen daher für Illingworth und seine Mitstreiter kein Wählerpotential darstellten. Diese Gruppierung vertrat eine verhältnismäßig radikale Position, was in allen anderen Staaten dazu geführt hatte, dass solche Gruppierungen sich für das Frauenwahlrecht aussprachen. In Australien war dies jedoch anders, auch, weil die Gruppe fürchtete, dass das Frauenwahlrecht die Macht der Städte vergrößern und die Goldsucher noch stärker ins Hintertreffen bringen würde.
Walter James, ein Liberaler, schlug aus prinzipiellen Gründen das Frauenwahlrecht vor.
In den Wahlen von 1897 gewannen die Vertreter der Goldsucher an Stärke. Im selben Jahr brachte James eine Gesetzesvorlage zum Frauenwahlrecht ein, traf aber auf Widerstand von Illingworth und Forrest. 1898 versuchte er es wieder, denn er sah, dass Forrests Vorbehalte gegen das Frauenwahlrecht schwanden.
1899 brachte die Women's Suffrage League mehrere Versammlungen für das Frauenwahlrecht ab, mobilisierten die Presse und bemühten sich um breite Unterstützung. Aus einem Treffen am 16. Juni 1899 ging eine Resolution an den Premierminister hervor, in der das Frauenwahlrecht gefordert wurde. Dieser antwortete, seine Regierung sei bereit, solch ein Gesetz ins Parlament einzubringen. Forrest begründete seinen Sinneswandel mit einem angeblichen Meinungsumschwung in der Bevölkerung, doch in Wirklichkeit fürchtete er, dass die Gruppe um Illingworth in den nächsten Wahlen seine Partei der alteingesessenen Landbesitzer aus der Regierung vertreiben könnte. Er hoffte, dass durch das Frauenwahlrecht die landwirtschaftlich orientierten Bezirke an Gewicht gewinnen und den Einfluss der eingewanderten Goldsucher zurückdrängen würden. Mit dem Constitution Acts Amendment Act von 1899 wurde das allgemeine Wahlrecht auf Frauen ausgedehnt. Dennoch wurde Forrest bei den nächsten Wahlen 1901 abgewählt und Walter James bildete als nächster Premierminister eine liberale Regierung.

## Untersuchung möglicher Einflussfaktoren auf die Entwicklung des Frauenwahlrechts

### Geringes Klassenbewusstsein
In anderen Staaten hatte die Existenz sozialer Klassen die Einführung des Frauenwahlrechts behindert. In Australien gab es keine verfestigte Aristokratie, denn die meisten Einwohner hatten noch keine lange Geschichte im Land, in der sich ein Status hätte verfestigen können. Außerdem herrschte das Ideal der Gleichheit.

### Geschlechterverhältnis in der Bevölkerung
Da Australien unter anderem wegen der Goldvorkommen primär Männer anzog, waren Frauen anfangs deutlich in der Minderzahl. Die demografische Situation führte dazu, dass die allermeisten Frauen heirateten. Im Fokus der Frauenbewegung stand daher weniger die alleinstehende als vielmehr die verheiratete Frau. Diese sahen die Feministinnen als sexuell ausgebeutetes Opfer des Alkoholismus und der Spielsucht ihres Ehemanns. Das Wahlrecht sollte den Frauen die Macht in die Hand geben, ihre Situation zu verändern, etwa durch Einfluss auf die Scheidungsgesetze.
Auch nach der Einführung des Frauenwahlrechts war das politische Gewicht von Frauen schon wegen der Zahlenverhältnisse geringer als der von Männern: In South Australia etwa standen 1896 im Wahlverzeichnis 78 972 Männer 59 044 Frauen gegenüber, in Western Australia waren 1899 von insgesamt 171 000 Wahlberechtigten weniger als 59 000 Frauen. In den anderen vier Bundesstaaten lagen die Zahlen zwar weniger weit auseinander, aber nirgendwo waren die Frauen den Männern zahlenmäßig überlegen, wie es etwa in Großbritannien der Fall war. In Staaten, wo Frauen in der Bevölkerung Mehrheit waren, hatte das Frauenwahlrecht zur Folge, dass Frauen auch bei der Wahl die Mehrheit stellten. Dies war in keinem der Staaten, in denen das Frauenwahlrecht sehr früh Gesetz wurde, der Fall, weder in Australien noch in Neuseeland oder in einem der Bundesstaaten im Westen der USA. Dabei war das Einbringen von angeblich weiblichen Werten in eine raue Pioniergesellschaft zwar durchaus eines der Ziele der Frauenwahlrechtsbewegung, aber es war klar: Wenn das Wahlrecht zu einer Übermacht von Frauen führen würde, dann erst in einer späteren Generation.

### Die Rolle von Abgeordneten am Beispiel von South Australia
Anders als in vielen europäischen Staaten hatte die Frauenwahlrechtsbewegung Unterstützung von Parlamentariern wie etwa Sir Edward Charles Stirling. Dieser wurde bei der Gründung der Women’s Suffrage League am 21. Juli 1888 zu deren Vorsitzendem gewählt. Politisch herrschte in den Jahren um 1893 eine Art Patt: Die Labour Party und die radikalen Liberalen waren für das allgemeine Frauenwahlrecht, die gemäßigten Liberalen befürworteten ein eingeschränktes Frauenwahlrecht, und die Konservativen waren gegen beides. Als die ersten drei Mitglieder der Labour-Partei, die alle für das Frauenwahlrecht waren, in das Oberhaus gewählt wurden, setzte langsam ein Fortschritt ein. 1893 wurden acht Mitglieder der Labour-Partei in das Unterhaus gewählt. Sie unterstützten das starke liberale Regierung von Charles Kingston.  Obwohl er sich ursprünglich gegen das Frauenwahlrecht ausgesprochen hatte, gab er überraschend bekannt, dass er nicht nur ein Frauenwahlrechtsgesetz einführen, sondern dessen Fortbestand vom Ausgang eines Referendums abhängig machen würde, bei dem auch Frauen mit abstimmen dürften. Zwar fand das Referendum eine Mehrheit, aber keine, die für die nötige Verfassungsänderung ausgereicht hätte. Die wichtigste Veränderung war aber demografischer Art. Der Bevölkerungszuwachs in Adelaide führte zu einer schwindenden Unterstützung der Konservativen. Als 1894 ein Drittel der Abgeordneten des Oberhauses neu gewählt wurden, war die Zahl der Mandate von Liberalen und Labour-Abgeordneten gestiegen, sodass das Oberhaus nun nicht mehr in der Hand der Konservativen war, was eine ungewöhnliche Situation darstellte.
1894 wurde ein Gesetzentwurf im Oberhaus eingebracht, der zwar das aktive Frauenwahlrecht zu denselben Bedingungen wie das Männerwahlrecht vorsah, aber das passive ausschloss. An einem fortgeschrittenen Punkt der Beratungen beantragte der erzkonservative Abgeordnete Ebenezer Ward, auch das passive Frauenwahlrecht in den Entwurf aufzunehmen; er nahm an, dass ein solch extremer Gesetzesvorschlag keinesfalls eine Mehrheit finden würde. Die Unterstützer des Entwurfs waren verärgert, durchschauten Wards Absichten und stimmten trotz der Änderung für den Vorschlag; somit war das passive Frauenwahlrecht, das hier erstmals in einem parlamentarischen Gremium erreicht wurde, ein unverhoffter Segen. Die Historikerin Audrey Oldfield kommentierte: „Das Recht zu kandidieren wurde den australischen Frauen von seinen Gegnern verschafft!“
Letztlich verhalf auch geschicktes Taktieren dem Gesetzentwurf zum Sieg: Ein älterer und in seiner Meinung häufig schwankender Befürworter des Entwurfs verließ stets gegen 23 Uhr die Beratungen. Die Opposition brauchte also nur ihre Redebeiträge bis nach 23 Uhr auszudehnen, damit die Sitzung vertagt würde. Bei der entscheidenden Sitzung hielt jedoch ein Eingeweihter den Abgeordneten in der Lobby auf, verwickelte ihn in ein Gespräch und erreichte schließlich, dass er in den Saal zurückging. Bei der dritten und letzten Lesung am 18. Dezember 1894 wurde der Entwurf Gesetz. Die königliche Zustimmung erhielt er im folgenden Jahr.

### Politisches Kalkül
In Neuseeland, South Australia und Western Australia wurde das Frauenwahlrecht Gesetz, weil eine Partei mit Regierungsverantwortung in politische Bedrängnis geraten war und einen Verlust der Mehrheit bei den nächsten Wahlen fürchtete. Die tiefgreifende Veränderung der Wählerschaft stellte sich ihr als Hoffnungsanker dar. Zwar galt diese Gesetzmäßigkeit in anderen Staaten nicht, sonst wären etwa auch die Tories 1884 in Großbritannien diesen Weg gegangen. Deren konservative Einstellung hinderte sie daran, diese Möglichkeit ernsthaft in Erwägung zu ziehen.

### Organisationen

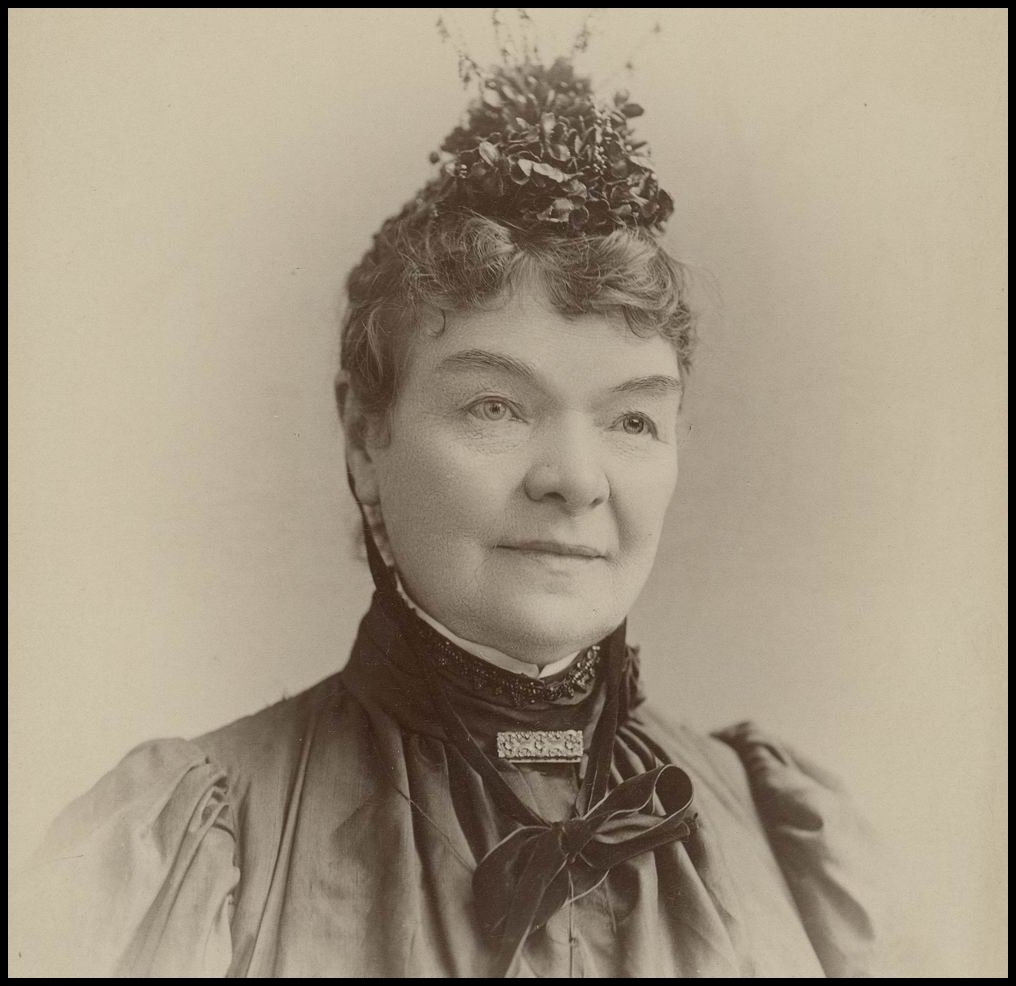
Die Frauenrechtlerin Mary Lee (1821–1909)

Die Frauenwahlrechtsorganisationen unterstützten zwar in Australien die Einführung des Frauenwahlrechts, spielten aber für den Erfolg keine entscheidende Rolle. Keine der Frauenorganisationen verfügte über politische Macht.
Die WCTU brachte das Thema auf die politische Tagesordnung. Bald aber stellte sie fest, dass ihr Hauptanliegen, die Prohibition sich hinderlich auf die Bestrebungen für das Frauenwahlrecht auswirkte.  In manchen Gegenden gab es nämlich keine anderen Frauenorganisationen, und so zog die WCTU auch Frauen an, die sich für das Frauenwahlrecht, nicht aber für die Prohibition einsetzen wollten. Die WCTU veränderte aufgrund dieser Erkenntnis die Gewichtung und stellte den Kampf gegen den Alkoholmissbrauch zurück.
An manchen Orten gab es Frauenwahlrechtsorganisationen, für die Prohibition von Anfang an kein Ziel gewesen war. So existierte etwa in Victoria die antichristliche Victorian Women's Suffrage Society, die die Schuld für viele Schwierigkeiten von Frauen bei der Kirche sah.
Eine besondere Rolle für die Vernetzung der Organisationen, die sich für das Frauenwahlrecht einsetzten, spielte die Frauenrechtlerin Mary Lee. Sie war seit 1883 Sekretärin der Frauenabteilung der Social Purity Society, die sich für die Verbesserung der Situation junger Frauen einsetzte, die oft schon nit 10 oder 12 Jahren arbeiteten. Da Mary Lee der Meinung war, diese Anliegen besser vorantreiben zu können, wenn Frauen wählen dürften, berief die Social Purity Society 1888 ein Treffen der Young Women’s Christian Association ein, auf der die Women's Suffrage League mit Mary Lee als Geschäftsführerin gegründet wurde. Hier konnten sich auch alle die wiederfinden, die für das Frauenwahlrecht waren, sich aber mit der strengen Abstinenzforderung der australischen WCTU nicht identifizieren konnten.
Die Women's Suffrage League forderte das aktive Wahlrecht für alle Frauen, betonte aber ausdrücklich, dass das passive Frauenwahlrecht nicht zu ihren Zielen gehörte. Das Trades and Labour Council, mit dem Mary Lee als Vorsitzende der neu gegründeten Frauengewerkschaft in Verbindung stand, unterstützte Kandidaten der politischen Liberalen, die ihre Ansichten teilten. So war das Frauenwahlrecht durch intensive Arbeit der Organisationen innerhalb der fünf Jahre von seinem erstmaligen Aufscheinen auf der politischen Agenda bis zur Wahl von 1890 zu einem zentralen Thema geworden.

### Ausländischer Einfluss
Die Einführung des Frauenwahlrechts im Nachbarland Neuseeland wirkte sich auf die Bestrebungen in Australien, besonders in South Australia und Western Australia, positiv aus.

### Verbindung zur Pioniergeschichte
Die vergleichsweise radikale Haltung der Gesetzgeber in Australien und Neuseeland und die rasche Entwicklung auf ein Frauenwahlrecht hin zeigte, wie sehr ein solches Vorgehen dem Pioniergeist entsprach. Die Kolonien zogen Menschen an, die an sozialen Experimenten interessiert waren und diese in die Realität umsetzen wollten. Die Schriften von John Stuart Mill legten die geistige Grundlage für den Einsatz für das Frauenwahlrecht.
Zwar lässt sich aus der Entwicklung in Australien nicht ableiten, dass für die Einführung des Frauenwahlrechts eine nationale Krise nötig ist, aber es ist bemerkenswert, dass parallel dazu neue Verfassungen und sogar ein neuer Staat entstanden.

### Bedeutung von Rasse in der australischen Politik und Gesellschaft
Die Rassenfrage spielte beim Frauenwahlrecht in Australien – anders als in Neuseeland – durchaus eine Rolle. Doch sie verhinderte die frühe Einführung des Frauenwahlrechts auf Bundesebene nicht.
Der Vorschlag, bei der Gründung des Commonwealth ein allgemeines Wahlrecht für alle British Subjects einzuführen, ging den Delegierten aus Western Australia und Queensland zu weit. Sie argumentierten, dass bei einem allgemeinen Wahlrecht mit den Aborigines auch Wilde würden wählen würden, was kränkend für die weißen Frauen wäre. Zu der Frage, ob Menschen mit sowohl Aborigines als auch Weißen im Stammbaum wählen durften, gab es Meinungsverschiedenheiten, nicht jedoch in Bezug auf Maoris, die automatisch über ein Wahlrecht verfügten, wenn sie die Staatsbürgerschaft besaßen. Von einem Parlamentarier wurde der Unterschied damit begründet, dass Aborigines nicht so intelligent seien wie Maoris, ja, dass es gar keinen wissenschaftlichen Beweis gebe, dass Aborigines überhaupt Menschen seien. Die Gegner erreichten, dass das Parlament sich am Wahlrecht orientierten, wie es in den Bundesstaaten galt: Weibliche Aborigines hatten das Wahlrecht für das Bundesparlament nur dort, wo sie bereits für das Bundesstaatenparlament wahlberechtigt waren.  Im Gegensatz zu den anderen Staaten hatten in South Australia damit weibliche und männliche Aborigines ab 1902 sowohl auf Bundesebene als auch – wie schon davor – auf Bundesstaatenebene das Wahlrecht. Bis zur Einführung des Frauenwahlrechts für die Wahlen auf Bundesstaatenebene durften in bestimmten Bundesstaaten männliche Aborigines wählen, weiße Frauen jedoch nicht. Befürworterinnen des Frauenwahlrechts warfen den Gesetzgebern vor, sie würden alle weißen Frauen schlechter stellen als männliche Aborigines. In Queensland und Western Australia dauerte es bis 1962, bis ein Gesetz den Aboriginesfrauen aus diesen Bundesstaaten das Wahlrecht auf Bundesebene verschaffte; die beiden Bundesstaaten übertrugen dieses dann auch auf die Wahl zu ihren Bundesstaatenparlamenten.

## Folgen der Einführung des Frauenwahlrechts

### Frauenwahlrecht als Grundlage für die politische Repräsentation von Frauen

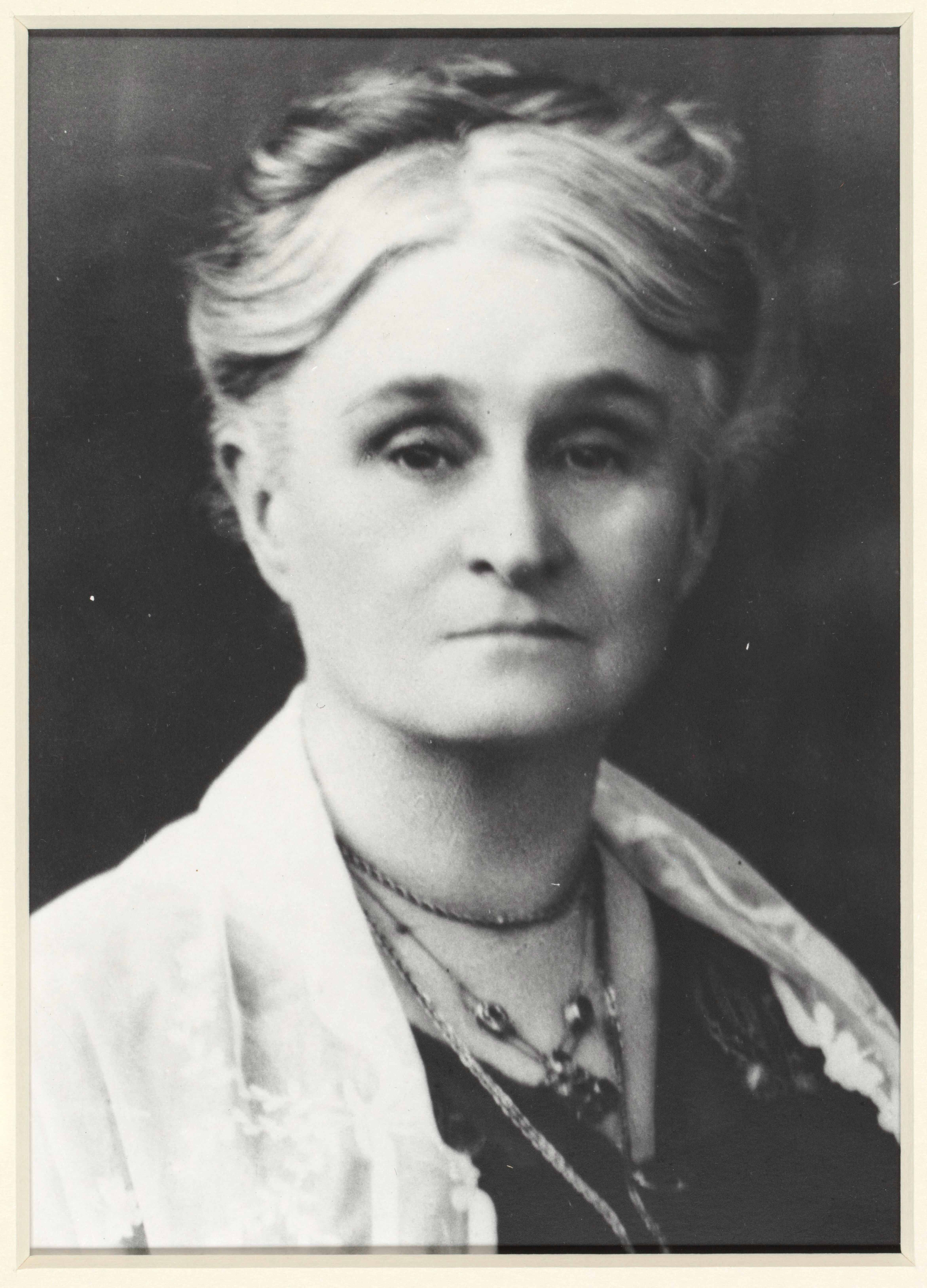
Edith Cowan (1861–1932), 1921 erste Abgeordnete in einem australischen Parlament

Frauen sahen den Gewinn der Erlangung des Wahlrechts begriffen Frauen sich als neue und unabhängige politische Kraft, die ihre Anliegen in die politische Landschaft einbringen wollte, ohne eigene Parteien zu gründen. Dies geschah unter anderem durch das Versenden von Fragebögen zu frauenspezifischen Themen an Wahlkandidaten aller Parteien.
Wie in anderen Staaten, so hatte auch in Australien die Erlangung des Frauenwahlrechts keineswegs zur Folge, dass es Frauen sich in ihrem Wahlverhalten mit den Kandidatinnen solidarisch erklärten und diese wählten. Viele von ihnen zeigten kein großes Interesse an Politik und orientierten sich bei den Abstimmungen nicht am Geschlecht, sondern an ihren Männern oder ihrer Klasse. Daher erlangten erst Jahrzehnte später Frauen Parlamentsmandate.

#### Auf Bundesstaatenebene
1921 erlangte Edith Cowan ein Mandat in der Legislative Assembly, dem Unterhaus von Western Australia. Damit wurde sie als erste Frau überhaupt in ein australisches Parlament und als zweite Frau in ein Parlament des Britischen Empires gewählt. Ihrer Gesetzesinitiative aus dem Jahr 1923 ist es zu verdanken, dass Frauen Zugang zu Berufen und Tätigkeiten erhielten, die ihnen davor verwehrt worden waren, zum Beispiel Rechtsanwältinnen zur Verteidigung von Angeklagten vor Gericht.

#### Auf nationaler Ebene

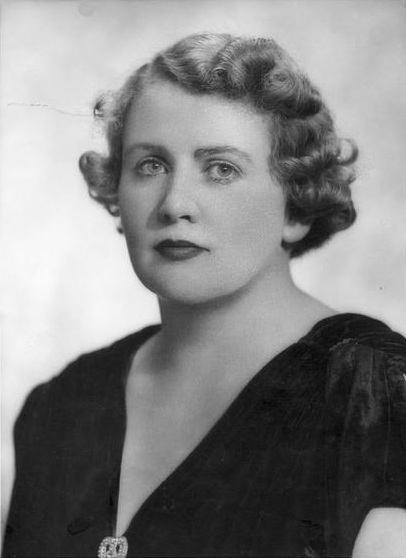
Dorothy Tangney (1907–1985) in den 1940er Jahren

Als erste Frau wurde Dorothy Margaret Tangney ins nationale Parlament, das House of Representatives, gewählt. Die Wahl war am 21. August 1943, die erste Sitzung am 23. September 1943.

### Soziale und rechtliche Verbesserungen für Frauen
Feministinnen wie Louisa Lawson und Rose Scott sahen das Frauenwahlrecht als Schritt zur Unabhängigkeit der Frauen von Männern. Als Frauen wählen durften,
stand das Ziel eines Wohlfahrtsstaats im Vordergrund, der die soziale Situation von Frauen und insbesondere von Ehefrauen und Müttern wesentlich verbesserte. Frauenkrankenhäuser wurden gegründet, Kinderspielplätze eingerichtet und ein Mutterschaftsgeld eingeführt. Die Verfügbarkeit von Alkohol, die die Frauen für einen wichtigen Faktor für die schwierige häusliche Situation vieler Ehefrauen hielten, wurde eingeschränkt. Auf der Agenda standen auch das Erb- und Vormundschaftsrecht für Frauen und das Eigentumsrecht verheirateter Frauen.

### Engagement für die Aborigines
Die deutliche Ausrichtung der Frauenbewegung an den Interessen von Müttern nach dem Erhalt des Wahlrechts führte zu einem nachhaltigen Einsatz gegen die Praxis Kinder der Aborigines ihren Familien zu entziehen. Auch der Einsatz für ein Wahlrecht von Aborigines, für Landrückgabe und bessere Bildungschancen für die Aborigines stand auf dem Programm von Frauenrechtlerinnen wie Jessie Street und Ada Bromham.

### Internationales Engagement australischer Feministinnen
Australische Feministinnen setzten sich auch in Großbritannien und anderen Commonwealth-Ländern für die Rechte von Frauen ein. Vida Goldstein wurde 1911 zu einer Vortragsreise ins Vereinigte Königreich eingeladen, in deren Verlauf am 11. Mai 1911 in London die Gründung des australisch-neuseeländischen Komitees für das Frauenwahlrecht (The Australian and New Zealand Voters' Committee, ANZWVC) beschlossen wurde. Die britisch-australischen Lehrerinnen Harriet Christina Newcomb und Margaret Emily Hodge gründeten auf ihren Reisen nach Südafrika, Australien, Neuseeland und Kanada in den Jahren 1912, 1913 und 1914 die Woman Suffrage Union - British Dominions Overseas, die sich Mitte 1914 in British Dominions Woman Suffrage Union (BDWSU) umbenannte. In ihr ging die ANZWVC auf. Die Organisation bemühte sich insbesondere um die indischen Frauen und war bestrebt, in Großbritannien deren Belange zur Geltung zu bringen. Vor allem in der Zeit um den Ersten Weltkrieg versuchten australische Feministinnen, den Britinnen zu den Rechten zu verhelfen, die sie selbst bereits erlangt hatten, und gleichzeitig die nicht-weißen Frauen in anderen Ländern des Commonwealth zu unterstützen.